# Prawet
Prawet (Thai: ประเวศ) is een van de vijftig districten van Bangkok, gelegen in het zuidoosten van de stad. Het telt (anno 2000) ruim 134.000 inwoners en heeft een oppervlakte van 52,5 km². Aangelegen districten zijn (vanuit het oosten met de klok mee) Bang Phli (Changwat Samut Prakan), Bang Na, Phra Khanong, Suan Luang, Bang Kapi, Saphan Sung en Lat Krabang.
Si Nakharin Road, vernoemd naar Srinagarindra, een lid van de Thaise koninklijke familie, is de belangrijkste weg in de wijk. Er zijn tal van woonprojecten langs deze weg. Prawet speelt een belangrijke rol bij de controle over de overstromingen in Bangkok met een uitgestrekt meer in het Rama IX park.

## Geschiedenis
Prawet maakte vroeger deel uit van Phra Khanong. In 1989 werd het een apart district. Een deel van Prawet, met name het subdistrict Suan Luang werd in 1994 onderdeel van het district Suan Luang. In oktober 2005 werd het plan om de nieuwe administratieve regio Nakhon Suvarnabhumi, rondom de Internationale Luchthaven Suvarnabhumi, te maken bekend. Prawet werd vastgesteld als een van de vijf districten die moesten worden opgenomen in dit gebied. Op 3 april 2007 werd door de regering besloten dit plan niet uit te voeren.

## Bezienswaardigheden
Rama IX Park (สวนหลวง) is een groot park, gebouwd om de zestigste verjaardag van koning Bhumibol te vieren op 5 december 1987. Het beslaat een oppervlakte van 0,8 km², waarvan een groot deel het waterreservoir genaamd Traphang Kaew (ตระพัง แก้ว) is. Het meest opvallende gebouw van het park is Ho Ratchamongkhon (หอ รัช มงคล), een galerij die een biografie van de koning en de projecten van hem toont. Het heeft ook een botanische tuin en grasvelden voor recreatieve sporten.
Seacon Square is een groot winkelcentrum gelegen op Si Nakharin Road. Ook langs deze weg zijn Tesco Lotus en Paradise Park gelegen. Paradise Park is een winkelcentrum gespecialiseerd in meubels, benodigdheden voor kinderen en muziek- en sportaccessoires.

## Indeling
Het district is opgedeeld in drie subdistricten (Khwaeng).
- Prawet (ประเวศ)
- Nong Bon (หนองบอน)
- Dokmai (ดอกไม้)